# 利物浦西德比 (英國國會選區)

選區在默西賽德郡的位置

利物浦西德比（英語：Liverpool West Derby），英國國會一自治市選區，位於默西賽德郡利物浦東部，包括六個地方選區。
設於1885年。本區議席早期為保守黨人士所佔據，但自1964年起至今該區選民卻一直支持工黨。2007年原任議員鮑伯·沃爾英因失去出選資格而脫離工黨，後來更放棄角逐連任。2010年大選中，獲工黨支持的史提夫·特維格以64.1%選票在該區勝出。